# Karen Cope
Karen Cope Charles (6 de novembro de 1985) é uma jogadora de vôlei de praia costa-riquenha.

## Carreira
Nos Jogos Olímpicos de Verão de 2016 ela representou  seu país ao lado de Nathalia Alfaro, caindo na fase de grupos.